# Pere-Joan Cardona i Iglesias
Pere-Joan Cardona i Iglesias (Manresa, 14 d'abril de 1967) és un investigador biomèdic català, especialitzat en l'estudi de la tuberculosi.
Llicenciat en Medicina i Cirurgia el 1992 per la Universitat Autònoma de Barcelona (UAB), s'especialitzà en Microbiologia i Parasitologia a l'Hospital Universitari Germans Trias i Pujol (1997), i va obtenir el grau de doctor a la UAB (1999). Dirigeix la Unitat de Tuberculosi Experimental de l'Institut Germans Trias i Pujol de Badalona des del 2002. És Professor Agregat de la UAB des del 2017. Ha dirigit més de 20 projectes nacionals i internacionals dedicats a l'estudi de la història natural de la tuberculosi i de nous mètodes profilàctics i terapèutics. En destaca el desenvolupament de la vacuna RUTI i l'ús del Mycobacterium manresensis inactivat. L'abril del 2017 fou nomenat president del Consell d'Administració de l'Agència de Qualitat i Avaluació Sanitàries de Catalunya, càrrec que ocupà fins al desembre del 2018, quan fou substituït per Marta Aymerich i Martínez. L'octubre del 2018 ingressà com a acadèmic a la Reial Acadèmia Europea de Doctors.
A les eleccions al Parlament de Catalunya de 2015 va formar part de la candidatura de Junts pel Sí. És membre del col·lectiu Científics per la independència. És també escriptor de ficció i el 1998 va guanyar el premi Pere Calders amb la novel·la Idrisa, em dic Idrisa.

## Premis
- Premi Bages de Cultura atorgat per Òmnium Cultural del Bages (2012)[13]
- Premi a l'Excel·lència Professional del Col·legi Oficial de Metges de Barcelona (2012).[14]
- Premi "Ramon Pla Armengol", 1a edició, (2014)[15]
- Premi "Séquia 2018"[16]